# Звягель (професійний футбольний клуб)
Професійний футбольний клуб «Звягель» — український футбольний клуб з однойменного міста Житомирської області, заснований у 1993 році. У 1997 році виступав під назвою «Лідер». Припинив своє існування у 2002 році. У 2016 році клуб відродився. Виступає у першій лізі чемпіонату України. В 1997, 2019 та 2020 роках, брав участь у розіграші Кубку ААФУ. У 2017 році в структурі клубу створено молодіжну команду дублерів «Звягель-2», яка грає у Першості Житомирської області (Перша ліга). Домашні матчі приймає на стадіоні «Авангард», місткістю 2397 глядачів.

## Історія

### Історія назв
- «Звягель-93» — 1993—1996:
- «Лідер» — 1997;
- «Звягель-93» — 1998—2001;
- «Фортуна» — 2002;
- «Звягель» — 2016 — 2022;
- ПФК «Звягель» — 2022 — н.ч.

### Епоха 1993—2002 років
У 1993 році, новостворений «Звягель-93» став першим футбольним клубом Новограда-Волинського (назва міста Звягель у той час) обласного рівня з початку проведення змагань в історії незалежної України. Кістяком команди стали гравці, що представляли місто ще за радянської епохи: Скидан, Мезенцев, Драган, Смоляр, Блізніченко, Грибєнчиков, Сирота, Голованчук, Кузик, та інші на чолі з гравцем-тренером команди Андрієм Лосем. Юнацький склад «Звягеля-93» очолив Анатолій Титаневич. Чемпіон області визначався в клубному заліку, за підсумками виступів дорослої та юнацької команди (дублери).
Вже у дебютному сезоні футбольний клуб «Звягель-93» став чемпіоном області. Доросла команда серед основних складів фінішувала на четвертому місті, але завдяки першому місцю серед юнацьких складів звягельчани у підсумку завоювали чемпіонство, а також у дебютному сезоні могли оформити «золотий дубль», дійшли до фіналу Кубка області, але у додатковий час поступились команді «Крок» (Житомир).
В середині 90-х «Звягель-93» кожен сезон змагався за найвищі місця, ставав призером чемпіонату та фіналістом Кубка області, а у 1996 році вперше стали його володарем. У фінальному матчі, на центральному стадіоні міста Житомир, за присутності 4000 глядачів, «Звягель-93» в основний час зіграв у нічию 0:0 з потужним на той час малинським «Папірником», а в серії пенальті вирвали перемогу 4:3. Переможний склад «Звягель-93»: Скидан, Крук, Мезенцев, Грицюк, Блізніченко, Козлов, Грибєнчиков, Диняк, Крильчацький, Чумак, Лось.
У 1997 році звягельчанам вдалось повторити свій успіх. Фінал відбувся 11 травня на стадіоні «Спартак» у місті Житомир. Граючи під назвою «Лідер», звягельчани у фіналі мінімально переграли «Бердичів» 1:0. Переможний гол забив гравець-тренер команди Андрій Михайлович Лось.
Після досить успішних п'яти сезонів на обласній арені, в клубі в наступні роки через фінансові труднощі та поступову зміну поколінь почався спад. Команда подальші сезони фінішувала в другій половині турнірної таблиці. Остання спроба відновити успіхи на обласній арені були у 2002 році, коли на чемпіонат області команда вийшла з новим спонсором і назвою «Фортуна», але це не дало результату. Команда сформована з досвідчених та на половину з молодих гравців, фінішувала передостанньою в чемпіонат, і цей сезон став завершальним для більшості легендарних ветеранів команди.
З 2007 по 2010 роки, та з 2011 по 2018 роки, місто Новоград-Волинський на обласному та Всеукраїнському рівні представляли команди «Звягель-750» та «Авангард», які пізніше стали конкурентами відродженої у 2016 році команди «Звягель».

### Відродження клубу у 2016 році

Логотип клубу у 2016—2021 роках

На початку березня 2016 року з ініціативи тренерів ДЮКФП міста Звягель Р. Скидана та В. Блізніченка зібрались вихованці футбольних секцій і вирішили створити міську футбольну команду, яка має на меті залучення якомога більше місцевих вихованців для участі в змаганнях на Кубок та Чемпіонат області серед аматорських клубів.
На зустріч ініціативної групи та футболістів, на чолі з тренером А. Лосем та міським головою В. Весельським, були проголошені цілі та мета створення нового юридичного суб'єкта з принципами розвитку футболу, які були у клубі «Звягель-93» в середині 1990-х, коли при клубі була юнацька команда, з якої вийшло нове покоління талановитих гравців, що пізніше гідно замінили на футбольному полі легендарних ветеранів «Звягеля-93». Міський голова підтримав ідею і пообіцяв усіляку підтримку. До відродження «Звягеля» приєдналися ще багато підприємців, депутатів різних рівнів та й простих громадян, які пообіцяли підтримати клуб матеріально.
23 березня 2016 року установчими зборами засновників ГО "Футбольний клуб «Звягель» було ухвалено рішення про створення громадської організації з назвою ФК «Звягель», затверджено статут ГО та обрано голову. Ним став приватний підприємець Віктор Бондарчук. 28 березня 2016 управлінням юстиції м. Новоград-Волинський було зареєстровано ГО "Футбольний клуб «Звягель», якому зважаючи на підхід до справи та підбір гравців, Житомирська обласна асоціація футболу з першого сезону надала право одразу грати у Вищій лізі. Команда виправдала наданий кредит довіри, фінішувавши разом з коростенським «Малом» з 19 очками на 5-6 місцях, відставши від третього місця всього на 6 очок.
У 2017 році в структурі ФК «Звягель» з'явилась молодіжна команда дублерів «Звягель-2», яку заявили на першість області. Складалась ця команда з випускників футбольних секцій ДЮКФП, адже для старших 16 років, в області вже не проводяться турніри, тому «Звягель-2» був створений для переходу гравців з юнацького до дорослого футболу.
У 2018 році команда «Звягель» стала срібним призером чемпіонату області та фіналістом Кубка області. У 2019 році покращила торішній результат і стала Володарем Кубку та Чемпіоном області. У 2020 році першій команді через курйозний і скандальний випадок, вдалось завоювати Чемпіонство другий раз поспіль. Все через те, що у завершальному турі за чемпіонство, «Звягель» на виїзді мінімально поступився коростенському «Малу», але господарі поля допустили грубу помилку, випустивши на поле зі стартових хвилин гравця, який мав перебір жовтих карток і мав цей поєдинок пропускати. Внаслідок чого «Звягель» здобув технічну перемогу, яка й дозволила здобути чергове чемпіонство.
У 2021 році в матчі проти ФК «Бердичів», «Звягель» вперше за свою історію зіграв за Суперкубок області, та переможним голом Ярослава Ващенка у компенсований арбітром час, здобуває цей трофей.
Команда «Звягель-2» пішла тим самим шляхом, у 2019 році дублери стали срібними призерами, а у 2020 році — переможцями першості області. У 2021 році команда омолодилась. Більша частина основного складу дублерів 1999—2001 р.н. перейшла й омолодила першу команду. А їх місце зайняли юнаки 2004—2005 р.н. на чолі з тренером Андрієм Лосем, які у сезоні 2021 року, вперше дебютували в Кубку області, де у матчі за вихід до півфіналу поступились команді «Полісся-2» (Ставки), лише в серії пенальті.

### Чемпіонат України серед аматорів
Вигравши на обласному рівні всі можливі турніри, постало питання про подальшу мотивацію команди, тому було ухвалено рішення знятись після першого зіграного кола з чемпіонату Житомирщини, який проходить за системою весна-осінь, та заявитись на Чемпіонат України серед аматорів, що проходить за системою осінь-весна. Після зняття з обласних змагань, команду покинули ряд досвідчених гравців, що відіграли в клубі декілька сезонів, тому на чемпіонат України серед аматорів тренер команди Руслан Скидан підібрав омолоджений склад з декількома досвідченими гравцями.
Дебютний матч в чемпіонаті України серед аматорів «Звягель» зіграв 15 серпня 2021 року в домашньому матчі проти команди «Нива» (Бузова). При майже 1000 глядачів, які прийшли на матч відкриття, звягельчани тримались проти одного з лідерів чемпіонату до 82 хвилини, але під кінець матчу пропустили від свого суперника два м'ячі.
Перший забитий гол і першу перемогу, «Звягель» здобув аж у четвертому матчі, на виїзді проти «Олімпійського коледжу» (Київ) 1:0. Дебютний та переможний гол на рахунку захисника команди Андрія Бусленка.

### Вихід на професійний рівень
У сезоні 2022/23 команда «Звягель» (Новоград-Волинський) дебютував у другій лізі чемпіонату України. Після відновлення історичної назви міста Звягеля 16 листопада 2022 клуб виступає під назвою ПФК «Звягель».

## Досягнення
- Друга ліга чемпіонату України
  -  Бронзовий призер: 2023/24
- Чемпіонат Житомирської області
  -  Чемпіон: 1993, 2019, 2020
  -  Срібний призер: 1994, 2018
  -  Бронзовий призер: 1997
- Кубок Житомирської області
  -  Володар: 1996, 1997, 2019
  -  Фіналіст: 1993, 2017, 2018, 2020
- Суперкубок Житомирської області
  -  Володар: 2021
- Першість Житомирської області
  -  Переможець: 2020
  -  Срібний призер: 2019, 2021

## Статистика виступів
| Сезон   | Ігри | В | Н | П | РМ  | Етап             | Головний тренер |
| 1996/97 | 2    | 0 | 1 | 1 | 1-4 | Попередній раунд | Андрій Лось     |
| 1997/98 | 2    | 0 | 1 | 1 | 1:2 | 1/8              | Андрій Лось     |
| 2019/20 | 4    | 2 | 0 | 2 | 7:8 | 1/8              | Руслан Скидан   |
| 2020/21 | 2    | 7 | 5 | 8 | 1:3 | Попередній раунд | Руслан Скидан   |

| Сезон | Ліга      | Місце   | Ігри | В  | Н | П  | РМ    | Очки | Кубок Житомирщини   |
| 1993  | Вища ліга | 4 з 16  | 30   | 20 | 4 | 6  | 58-27 | 44   | Фіналіст            |
| 1994  | Вища ліга | 2 з 14  | 26   | 17 | 5 | 4  | 59-18 | 39   | інформація відсутня |
| 1995  | Вища ліга | 5 з 13  | 24   | 11 | 6 | 7  | 22-20 | 39   | інформація відсутня |
| 1996  | Вища ліга | 6 з 10  | 18   | 6  | 4 | 8  | 20-21 | 22   | Володар             |
| 1997  | Вища ліга | 3 з 6   | 22   | 10 | 6 | 6  | 27-22 | 36   | Володар             |
| 1998  | Вища ліга | 5 з 11  | 20   | 7  | 8 | 6  | 31-27 | 29   | інформація відсутня |
| 1999  | Вища ліга | 4 з 11  | 20   | 9  | 1 | 10 | 29-16 | 28   | інформація відсутня |
| 2000  | -         | -       | -    | -  | - | -  | -     | -    | -                   |
| 2001  | Вища ліга | 12 з 16 | 30   | 6  | 5 | 19 | 22-47 | 23   | інформація відсутня |

| Сезон | Ліга      | Місце | Ігри | В  | Н | П  | РМ    | Очки | Кубок Житомирщини | Суперкубок Житомирщини |
| 2016  | Вища ліга | 7 з 9 | 16   | 5  | 4 | 7  | 15-27 | 19   | 1/8               | -                      |
| 2017  | Вища ліга | 5 з 9 | 16   | 5  | 3 | 8  | 26-24 | 18   | Фіналіст          | -                      |
| 2018  | Вища ліга | 2 з 9 | 16   | 12 | 1 | 3  | 50-9  | 37   | Фіналіст          | -                      |
| 2019  | Вища ліга | 1 з 9 | 15   | 11 | 4 | 0  | 58–11 | 37   | Володар           | -                      |
| 2020  | Вища ліга | 1 з 8 | 14   | 10 | 1 | 3  | 31-7  | 31   | Фіналіст          | не проводився          |
| 2021  | Вища ліга | 6 з 9 | 16   | 4  | 1 | 11 | 13-10 | 13   | 1/4               | Володар                |

| Сезон   | Ліга              | М      | І  | В  | Н | П | ГЗ | ГП | О  | Кубок України  | Примітка                                                            |
| ------- | ----------------- | ------ | -- | -- | - | - | -- | -- | -- | -------------- | ------------------------------------------------------------------- |
| 2021–22 | Аматори (група 2) | 6 з 10 | 9  | 4  | 0 | 5 | 8  | 15 | 12 | не брав участь | Підвищення                                                          |
| 2022–23 | Друга             | 5 з 10 | 18 | 9  | 5 | 4 | 30 | 17 | 32 | не проводився  |                                                                     |
| 2023–24 | Друга             | 3 з 15 | 26 | 19 | 4 | 3 | 63 | 17 | 61 | 1/16 фіналу    | Перемога в стикових матчах, але відмовився від підвищення та знявся |

## Стадіон
«Звягель» проводить домашні матчі на стадіоні «Авангард», який розрахований на 3 000 сидячих місць. Стадіон розташовано в центрі Звягеля, за адресою вул. Івана Мамайчука, 13.